# Renzo Mazzarri
Pour les articles homonymes, voir Mazzarri.
Renzo Mazzarri (né le 2 octobre 1956 à Portoferraio, sur l'île d'Elbe) est un apnéiste italien, quasi universellement reconnu comme l'un des meilleurs chasseurs sous-marin de tous les temps, et le seul à avoir remporté trois championnats du monde consécutivement (1987, en Turquie, 1989 à San Teodoro, en Sardaigne et 1992 à Porto Cristo, en Espagne.

## Biographie
Renzo Mazzarri, considéré comme l'un des meilleurs apnéistes de tous les temps, en mesure de pêcher à des profondeurs supérieures à 35 mètres et de s'imposer dans un certain nombre de compétitions entre -35 et -40 mètres (Championnat du monde 1992 et championnat d'Europe 1995), également capable de pêcher à faible profondeur à un rythme très élevé (championnat du monde 1987)
Dans sa carrière, il a remporté un grand nombre de victoires également réparties entre les championnats du monde, championnats Euro-Africain, Coupe d'Europe, championnats d'Italie par équipe, trophées et  coupes des champions. Dans son palmarès ne manque que le titre de champion d'Italie absolu.
Il a été contraint de se retirer en raison de problèmes physiques décelés lors d'une visite médicale. Alors qu'il n'avait plus la licence pour concourir dans les compétitions officielles, il se mit à gagner dans d'autres manifestations de niveau mondial.
En 1995, avec l'apnéiste Umberto Pelizzari il a fondé l'Apnea Academy, une association conçue pour la diffusion et l'enseignement de l'apnée, qui devient alors un centre de formation et de recherche pour la plongée en apnée.

## Palmarès
- 1977 : Vice-champion d'Italie à Isole Tremiti
- 1985 : Champion d'Italie par équipe (Mazzarri, Niccolai, Giusti) à Ponza
- 1986 : Champion Euroafricain par équipe (5e en individuel) (Mazzarri, Toschi, LoBaido) à Mali Lošinj (Yougoslavie)
- 1987 : Champion du monde individuel et par équipe (Mazzarri, Toschi, LoBaido) à Istanbul (Turquie)
- 1987 : Vainqueur de la Coupe de la ville (Mazzarri, Cottu) à Lussino (Croatie)
- 1988 : Champion Euroafricain individuel et par équipe (Mazzarri, Riolo, Cottu) à Marsala
- 1989 : Champion du monde individuel et par équipe (Mazzarri, Molteni, Riolo) à San Teodoro (Sardaigne)
- 1990 : Vainqueur de la Coupe de la ville (Mazzarri R., Mazzarri N.) à Lussino (Croatie)
- 1992 : Champion du monde individuel et par équipe (Mazzarri, Riolo, Bellani)
- 1993 : Vice-champion Euroafricain par équipe à Peniche (Portugal)
- 2002 : Vainqueur de la Coupe des champions (Spearfishing Campions League) (Mazzarri, Molteni) à Limnos (Grèce)
- 2003 : Vainqueur de la Coupe des champions (Spearfishing Campions League) (Mazzarri, Molteni) à Kasos (Grèce)
- 2006 : Vainqueur de la Coupe des champions (Spearfishing Campions League) (Mazzarri, Molteni) à Astypalea (Grèce)

## Sources
- (it) Cet article est partiellement ou en totalité issu de l’article de Wikipédia en italien intitulé « Renzo Mazzarri » (voir la liste des auteurs).